# Conservatorio Superior Municipal de Música Barcelona

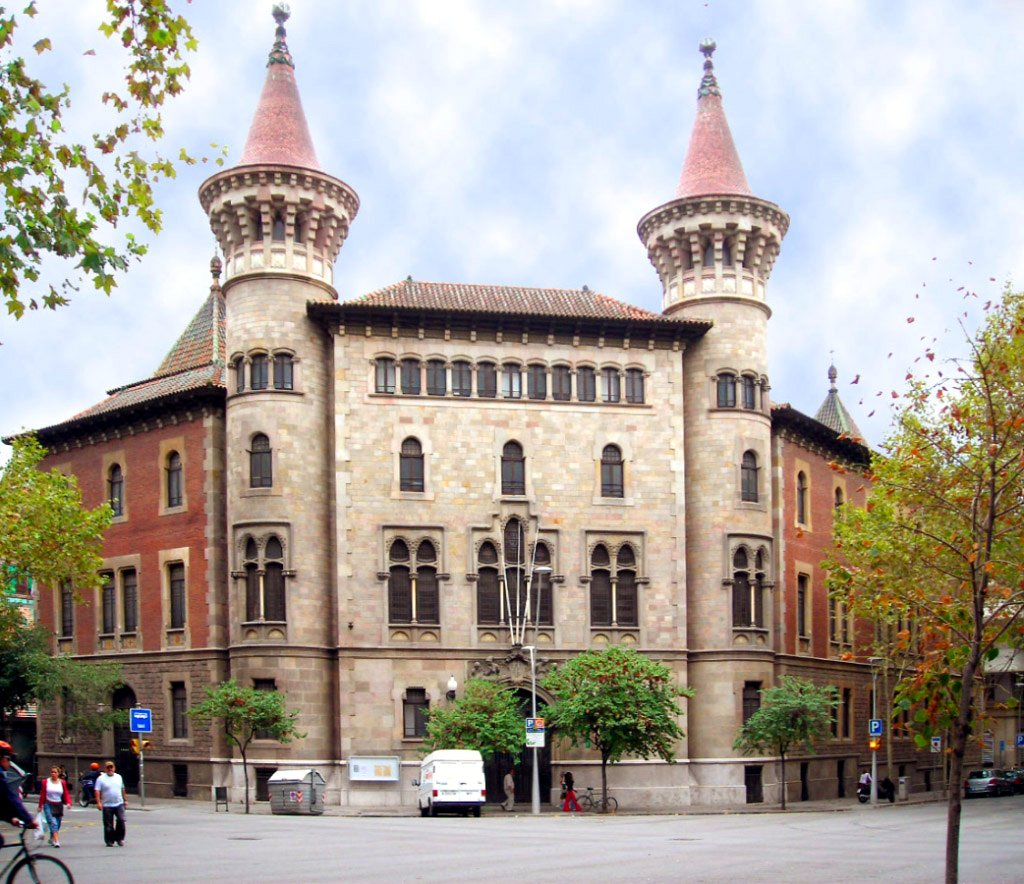
Conservatorio Superior Municipal de Música Barcelona

Het Conservatorio Superior Municipal de Música Barcelona is een conservatorium in Barcelona. Het is opgericht in 1983 als gevolg van de opsplitsing van het Conservatorio Superior de Música y Declamación de Barcelona in het Conservatorio Superior de Música del Liceo en het Conservatorio Superior Municipal de Música Barcelona. Het hoofdgebouw bevindt zich aan het Carrer del Bruc, 110. Het Conservatorio Superior Municipal de Música Barcelona is een school in het hoger onderwijs voor de opleiding tot professioneel musicus en andere betrokken disciplines.
Het conservatorium biedt onder andere cursussen in de volgende vakgebieden:
- Muziektheorie en analyse, compositie, orkestdirectie
- instrumentale muziek (klassiek en hedendaags), kamermuziek
- Vocale muziek
- Oude muziek
- Muziekpedagogiek en lerarenopleiding
- Musicologie